# Gareth McGrillen
 (novembre 2017).
Si vous disposez d'ouvrages ou d'articles de référence ou si vous connaissez des sites web de qualité traitant du thème abordé ici, merci de compléter l'article en donnant les références utiles à sa vérifiabilité et en les liant à la section « Notes et références ».
Gareth McGrillen, né le 16 octobre 1981 à Perth (Australie-Occidentale), est un musicien, DJ et producteur de musique australien.
Le père de Gareth McGrillen est d'origine irlandaise. Gareth est connu pour être le cofondateur et bassiste du groupe de drum and bass Pendulum aux côtés de Paul "El Hornet" Harding et de Rob Swire, et compose également avec ce dernier le duo de electronic dance music Knife Party. À partir de 2010, il devient égérie de la marque d'instruments Rotosound.